# Cyanopterus uelleburgensis
Cyanopterus uelleburgensis är en stekelart som först beskrevs av Szepligeti 1914.  Cyanopterus uelleburgensis ingår i släktet Cyanopterus och familjen bracksteklar. Inga underarter finns listade i Catalogue of Life.